# Promenade Bernard-Zehrfuss
La promenade Bernard Zehrfuss est une voie parisienne située dans le 7e arrondissement de Paris, en France.

## Situation et accès
La voie est située le long de l'avenue de Lowendal sur la partie entre la place de Fontenoy - UNESCO et l'avenue Duquesne.

## Origine du nom
La promenade rend hommage à Bernard Zehrfuss (1911–1996), architecte français.

## Historique
Par délibération du 6 juin 2025, la voie prend la dénomination de « Promenade Bernard Zehrfuss ».